# جوبیلی
جوبیلی یا سالگرد خاص (انگلیسی: Jubilee) سالگرد یک رویداد است که معمولاً بیست و پنجمین، چهلمین، پنجاهمین، شصتمین و هفتادمین سالگرد را نشان می‌دهد. این اصطلاح که منشأ کتاب مقدس دارد و در فرهنگ یهود، یوول (عبری: יובל‎ yovel) به معنی سال (هر ۵۰ سال) و سال شمیتا هر هفت سال ،‌معنا دارد، اکنون اغلب برای نشان دادن جشن‌های مرتبط با سلطنت یک پادشاه پس از گذشت چندین سال استفاده می‌شود. در فرهنگ آمریکایی آفریقایی‌تبار، «جوبیل» با جشن رهایی از بردگی همراه است.

## دیگر کاربردها
- جوبیلی نقره ای، برای بیست و پنجمین سالگرد.
- جوبیلی یاقوت سرخ، برای چهلمین سالگرد.
- جوبیلی طلایی، برای پنجاهمین سالگرد.
- جوبیلی الماس، برای شصتمین سالگرد.
- جوبیلی یاقوت کبود، برای شصت و پنجمین سالگرد.
- جوبیلی پلاتینیوم، برای هفتادمین سالگرد.

که به عنوان اصطلاحات عمومی در دنیای مدرن استفاده می‌شود.